# Têtu
Têtu (с фр. — «упрямый») — французский ежемесячный журнал, рассчитанный в основном на ЛГБТ-аудиторию. Среди печатных ЛГБТ-СМИ Франции занимает ведущие позиции на рынке.
Ежемесячный тираж в 2009 году составил 40 000 экземпляров. Журнал был основан в июле 1995 года Паскалем Лубе и Дидье Лестрейдом. С февраля 2009-го журнал поддерживает два веб-сайта для читателей: tetu.com для геев и tetue.com для лесбиянок, а также собственный веб-радио-канал.
В январе 2013 года Têtu был куплен за один евро бизнесменом Жан-Жаком Ожье, который является другом Президента Франции Франсуа Олланда. «Хаффингтон Пост» сообщило, что по состоянию на январь 2013 года журнал ежегодно приносит полтора миллиона евро убытков.
На своих страницах издание регулярно публикует статьи о событиях культурной жизни Франции, имеющих отношение к ЛГБТ-тематике таких авторов, как Фредерик Миттеран (бывший министр культуры Франции), Кристин Анго (писательница). С 2009 года журнал напечатал интервью с Педро Альмодоваром, Юэном Макгрегором, Катрин Денёв, Принцессой Монако Стефанией, Жаном-Полем Готье, Адилем Рами, Антонио Бандерасом, Милен Фармер. Постоянная рубрика Têtu+ посвящена новостям о СПИДе, его профилактике и лечению.